# Župa Dubrovačka
Župa Dubrovačka (též Župa dubrovačka, italsky Breno) je opčina v Chorvatsku v Dubrovnicko-neretvanské župě. Jde o poměrně malou opčinu, nacházející se jihovýchodně od Dubrovníku a severozápadně od opčiny Konavle u břehu Jaderského moře. V roce 2011 žilo v celé opčině 8 331 obyvatel, což ji činí devátou nejlidnatější opčinou v Chorvatsku. Ačkoliv je největší vesnicí v opčině Čibača, správním střediskem je Srebreno.
Opčina zahrnuje celkem 17 trvale obydlených vesnic:
- Brašina – 747 obyvatel
- Buići – 359 obyvatel
- Čelopeci – 453 obyvatel
- Čibača – 1 953 obyvatel
- Donji Brgat – 152 obyvatel
- Gornji Brgat – 199 obyvatel
- Grbavac – 100 obyvatel
- Kupari – 808 obyvatel
- Makoše – 168 obyvatel
- Mandaljena – 348 obyvatel
- Martinovići – 126 obyvatel
- Mlini – 943 obyvatel
- Petrača – 806 obyvatel
- Plat – 302 obyvatel
- Soline – 268 obyvatel
- Srebreno – 428 obyvatel
- Zavrelje – 171 obyvatel

Opčinou prochází silnice D8.